# Joanna Usakiewicz
Joanna Usakiewicz – polska filozof, dr hab. nauk humanistycznych, adiunkt Zakładu Hermeneutyki i Translatoryki Filozoficznej Wydziału Filologicznego Uniwersytetu w Białymstoku, oraz Katedry Filozofii i Kulturoznawstwa Wyższej Szkoły Administracji Publicznej im. Stanisława Staszica w Białymstoku.

## Życiorys
26 marca 2002 obroniła pracę doktorską pt. Bonum et (im)mutabilitas. System filozoficzny Anne Conway (1631-1679), 14 czerwca 2011 habilitowała się na podstawie oceny dorobku naukowego i pracy zatytułowanej Z miłości do rozumu. O etyce Arnolda Geulincxa (1624-1669). Została zatrudniona na stanowisku adiunkta w Zakładzie Hermeneutyki i Translatoryki Filozoficznej na Wydziale Filologicznego Uniwersytetu w Białymstoku, oraz w Katedrze Filozofii i Kulturoznawstwa w Wyższej Szkole Administracji Publicznej im. Stanisława Staszica w Białymstoku.
Jest kierownikiem Zakładu Hermeneutyki i Translatoryki Filozoficznej Wydziału Filologicznego Uniwersytetu w Białymstoku.

## Publikacje
- 1997: Polemika Descartes’a z Voetiusem[2]
- 2002: Anne Conway (1631-1679): poglądy filozoficzne[2]
- 2003: O dwóch filozoficznych rozczarowaniach Henry’ego More’a[2]
- 2011: Za świętym Augustynem od wątpliwości do miłości[2]